# 4 Guys From the Future
4 Guys From The Future er et indierock-band fra Danmark fra 2010 bestående af Bjarke Porsmose, Jarno Varsted, Mads Brinch Nielsen aog Rasmus Valldorf.
De udgav deres debutalbum Under The New Morning Sun i 2010, og det modtog fire ud af seks stjerner i musikmagasinet GAFFA. Det blev senere kåret som årets tredjebedste danske album af bladets anmeldere i december samme år.
Deres andet album, Adagio, udkom i 2013 og modtog fem ud af seks stjerner i GAFFA og samme antal fra Soundvenue.

## Diskografi

### Studiealbums
- Under The New Morning Sun (2010)
- Adagio (2013)

### Singler
- "Life is Up To You" (2010)
- "Don't Help Me Up" (2010)
- "You Don't Know What You're Doing" (2013)
- "Nothing To Say" (2013)
- "Skin On Fire" (2014)